# Arsanjān (kommunhuvudort i Iran)
Arsanjān (persiska: ارسنجان) är en kommunhuvudort i Iran.   Den ligger i provinsen Fars, i den centrala delen av landet, 700 km söder om huvudstaden Teheran. Arsanjān ligger 1 634 meter över havet och antalet invånare är 17 642.
Terrängen runt Arsanjān är varierad. Arsanjān ligger nere i en dal.Runt Arsanjān är det ganska tätbefolkat, med 60 invånare per kvadratkilometer. Det finns inga andra samhällen i närheten. Omgivningarna runt Arsanjān är i huvudsak ett öppet busklandskap.